# Comuna de Kamień Pomorski
Kamień Pomorski (polaco: Gmina Kamień Pomorski) é uma gminy (comuna) na Polónia, na voivodia de Pomerânia Ocidental e no condado de Kamieński.
De acordo com os censos de 2005, a comuna tem 14.496 habitantes, com uma densidade 69,5 hab/km².

## Área
Estende-se por uma área de 208,57 km².

## Demografia
Dados de 30 de Junho 2004:
|                      | Total   | Total | Mulheres | Mulheres | Homens  | Homens |
| -------------------- | ------- | ----- | -------- | -------- | ------- | ------ |
|                      | pessoas | %     | pessoas  | %        | pessoas | %      |
| População            | 14 496  | 100   | 7493     | 51,7     | 7003    | 48,3   |
| Densidade (pop./km²) | 69,5    | 100   | 35,9     | 35,9     | 33,6    | 33,6   |

De acordo com dados de 2002, o rendimento médio per capita ascendia a 1162,63 zł.